# Aram Chaos

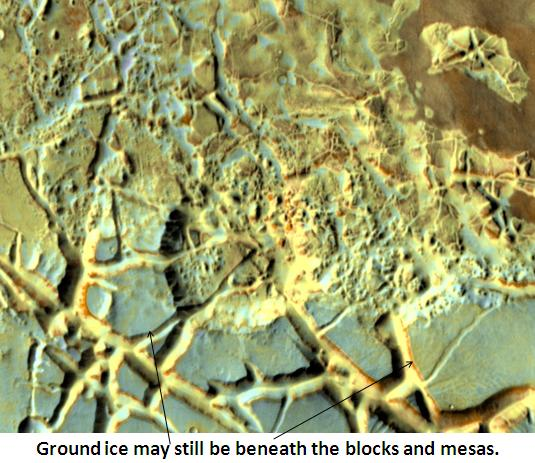
Blocos em Aram indicando uma possível fonte de água, visto pela THEMIS.

Aram Chaos, uma formação geológica centrada a 2.6°N, 21.5°W, compreende a uma cratera de impacto altamente erodida no planeta Marte. Ela se localiza na terminação leste do grande cânion Valles Marineris e nas proximidades de Ares Vallis. Vários processos geológicos a reduziram a uma área circular de terreno caótico.  Aram Chaos recebeu este nome de Aram, uma das formações de albedo clássicas observadas por Giovanni Schiaparelli, que por sua vez recebeu este nome em referência à terra bíblica de Aram. Observações espectrocópicas feitas a partir da órbita indicam a presença do mineral hematita, um indício de um ambiente aquoso antigo.
Aram Chaos mede aproximadamente 280 km de diâmetro, e se localiza em uma região denominada Margaritifer Terra, onde muitos canais esculpidos pela água indicam que inundações irromperam dos planaltos rumo às planícies do norte em tempos passados.  O instrumento Thermal Emission Imaging System (THEMIS) a bordo do orbitador Mars Odyssey identificou hematita cristalina cinzenta no leito de Aram. CRISM, o espectroscópio a bordo da MRO, encontrou sulfatos hidratados, jarosita , e hematita.   Hematita é um mineral de  óxido de ferro que pode se precipitar quando a água subterrânea circula por entre as rochas ricas em ferro, seja em temperaturas normais ou em fontes termais. O leito de Aram contém imensos blocos de terreno caótico ou colapsado que se formaram quando a água e o gelo foram removidos de maneira catastrófica. Em outras partes de Marte, a liberação de água subterrânea produziu inundações gigantescas que erodiram grandes canais como pode se observar em Ares Vallis e vales de escoamento similares. Em Aram Chaos, no entanto, a água liberada permaneceu em sua maior parte nos limites da cratera, erodindo apenas um pequeno canal raso de escoamento em sua borda oriental. Vários minerais incluindo minerais de sulfato de hematita, e silicatos modificados por água em Aram sugerem que um lago provavelmente existira dentro da cratera. Como a hematita requer água líquida para se formar, que por sua vez não poderia existir sem uma atmosfera densa, conclui-se que Marte pode ter possuído uma uma atmosfera muito mais espessa em algum ponto no passado.